# 'Til There Was You
'Til There Was You (Hasta que te encontré en España) es una comedia romántica de 1997 protagonizada por Jeanne Tripplehorn, Dylan McDermott y Sarah Jessica Parker.

## Argumento
De niños, Gwen (Tripplehorn) y Nick (McDermott) se toparon brevemente uno al otro en la escuela, y desde entonces han vivido vidas separadas. Nick, ahora arquitecto, conoce a Francisca (Parker), una antigua joven actriz neurótica, y consigue el contrato para reconstruir un edificio que ella posee. Sin embargo Gwen acaba de trasladarse a este idílico bloque de apartamentos, y, junto con los otros vecinos, lucha para salvar el edificio.

## Reparto principal
- Jeanne Tripplehorn - Gwen
- Dylan McDermott - Nick
- Sarah Jessica Parker - Francesca Lanfield
- Jennifer Aniston - Debbie
- Craig Bierko - Jon Haas